# دستور رایشناو

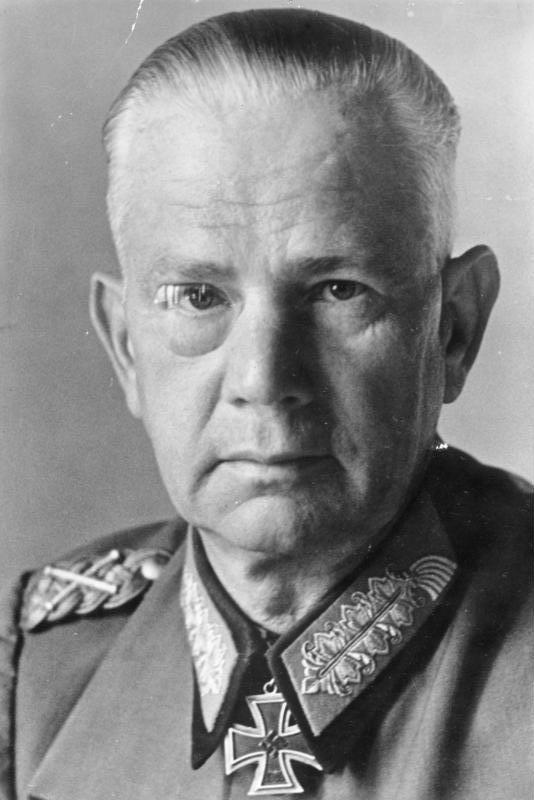
والتر فون رایشناو

دستور رایشناو (انگلیسی: Severity Order) که با نام دستور شدت نیز شناخته می‌شود، دستوری است به تاریخ ۱۰ اکتبر ۱۹۴۱ که فیلد مارشال والتر فون رایشناو آن را برای ارتش ششم ورماخت خواند. در بخشی از این دستور آمده:
"مهم‌ترین مقصود این نبرد علیه سیستم یهود-بلشویسم، ویرانی کامل تمامی سرچشمه‌های قدرت و نابودی تاثیر آسیایی آن بر تمدن اروپایی است … در جبهه شرق یک سرباز نه تنها باید مطابق با قواعد هنر جنگ بجنگد، بلکه باید حامل استاندارد بی‌باکی از یک اندیشه ملی باشد … برای این منظور سرباز باید کاملاً بیاموزد که ضرورت خشونت را قدر بداند اما تنها مجازات است که باید به گونه‌های مادون انسان یهودی برسد".
این دستور بدنام راه را برای انجام کشتارهای بسیاری هموار کرد و از آن زمان به بعد دستگیری و کشتار یهودیان توسط نیروهای آینزاتس‌گروپن با شدت بیشتری ادامه پیدا کرد. فیلد مارشال گرد فون روندشتت مافوق رایشناو از گروه ارتش جنوبی بیان کرد که با این دستور کاملاً موافق است و این دستور را به تمامی ژنرال‌های تحت فرمان خود فرستاد. هرچند که در جریان دادگاه‌های نورنبرگ وی گفت که تا قبل از دستگیری هیچ اطلاعی از این دستور نداشته‌است، گرچه وی تأیید کرد که ممکن است این دستور به اداره دفتر گروه ارتش رفته باشد.
پس از مرگ رایشناو و رسیدن ژنرال فریدریش پائولوس به فرماندهی ارتش ششم این دستور لغو شد.